# Przyborowice (województwo świętokrzyskie)
Przyborowice – wieś w Polsce położona w województwie świętokrzyskim, w powiecie staszowskim, w gminie Bogoria.
Za II RP wieś była siedzibą gminy Malkowice. W latach 1975–1998 miejscowość administracyjnie należała do województwa tarnobrzeskiego.
Przez miejscowość przebiega droga wojewódzka nr 757.

## Współczesne części wsi
Poniżej w tabeli 1 integralne części wsi Przyborowice (0788525) 
| SIMC    | Nazwa  | Rodzaj     |
| ------- | ------ | ---------- |
| 0788531 | Brzegi | przysiółek |

## Dawne części wsi – obiekty fizjograficzne
W latach 70. XX wieku przyporządkowano i opracowano spis lokalnych części integralnych dla Przyborowic zawarty w tabeli 2.

| Nazwa wsi – miasta      | Nazwy części wsi – miasta                                           | Nazwy obiektów fizjograficznych – charakter obiektu |
| ----------------------- | ------------------------------------------------------------------- | --------------------------------------------------- |
| I. Gromada PRZYBOROWICE |                                                                     |                                                     |
| 1. Przyborowice         | 1. Brzegi 2. Pod Wiatrakiem 3. Przyborowice-Ko- lonia 4. Stara Wieś | 1. Brzegi — pole                                    |

## Historia
Miejscowość (wieś z folwarkiem rycerskim) została odnotowana w XV w. przez Jana Długosza (L. B., I, 320 i II, 327) jako należąca do parafii Kiełczyna. Jej właścicielami byli Mikołaj i Tomasz herbu Róża. Do wsi należało wówczas 5 łanów kmiecych, karczma z rolą i zagroda z rolą, z których archidiakonowi sandomierskiemu płacono dziesięcinę snopową i konopną, wartości 5 grzywien. Z folwarku rycerskiego płacono dziesięcinę plebanowi w Kiełczynie.
Według „Słownika Geograficznego Królestwa Polskiego i innych krajów słowiańskich” w XVI wieku miejscowość nosiła nazwy Przeborowicze i Przeborowice. Według reg. pob. powiatu sandomierskiego z 1508 roku część wsi Przeborowicze należała do Mikołaja Krępskiego, a część Przeborowic do Bernarda z Przeborowic. W 1578 roku wieś Przeborowice należała do Adama Przeborowskiego i liczyła 6 osad, 3 łany oraz 2 zagrody.
Pod koniec XIX wieku Przyborowice były wsią z folwarkiem należącą do ówczesnego powiatu opatowskiego, gminy Malkowice, parafii Kiełczyna, odległą o 20 wiorst od Opatowa. W 1827 roku liczyły 12 domów i 66 mieszkańców, zaś w 1888 roku 20 domów i 100 mieszkańców. W 1887 r. folwark obejmował 11 budynków drewnianych oraz 262 morgi, w tym: 216 morg gruntów ornych i ogrodniczych, 5 morg łąk, 33 morgi pastwisk i 8 morg nieużytków. Na wieś składało się 15 osad i 109 morg gruntów.

## Literatura
1. Kaczmarek Leon (red. nauk. zeszytu), Taszycki Witold (red. nauk. wyd.): Urzędowe Nazwy miejscowości i obiektów fizjograficznych. 33. Powiat staszowski województwo kieleckie. Komisja ustalania nazw miejscowości i obiektów fizjograficznych (do użytku służbowego). Z: 33. Warszawa: Urząd Rady Ministrów. Biuro do Spraw Prezydiów Rad Narodowych, 1970. Brak numerów stron w książce